# 長岡是容
長岡 是容（ながおか これかた）は、江戸時代末期（幕末）の武士。熊本藩の家老。米田是睦の長子。通称の監物（けんもつ）の名で知られる。

## 生涯
文化10年（1813年）、熊本藩家老・米田是睦の長子として誕生。
天保元年（1831年）、家老見習いとして出仕し、天保3年（1833年）に父が死去すると1万5,000石の所領を襲封し、藩家老となって江戸藩邸で藩主細川斉護に仕えた。横井小楠や下津久馬と共に協力して藩政改革に取り組み、文武芸倡方として藩校の時習館改革などに尽力し、荻昌国・元田永孚らを加えて会読会を開き、実学党と呼ばれる一派を形成した。
しかし改革に反対する保守派である学校派の家老・松井佐渡（＝10代当主松井章之）の反対を受け挫折。弘化4年（1847年）、親しくしていた水戸藩主・徳川斉昭が隠居させられると、それによって是容も家老職を辞職させられた。
嘉永6年（1853年）、アメリカ合衆国のマシュー・ペリーが再来航したのを契機として家老職に復帰を許され、浦賀の守備隊長として江戸詰を任じられた。江戸において徳川斉昭、藤田東湖、吉田松陰、西郷隆盛らと盛んに交流した。しかし攘夷論者であったため、安政2年（1855年）に開国論を唱えて沼山津派（新民派）を形成した友人の小楠と対立し、自らは坪井派（明徳派）を形成して対抗し、かえって熊本藩にさらなる混乱の種を生むこととなった。
安政6年（1859年）、引退先の采邑八代で死去。

## 登場作品
テレビドラマ
- 『篤姫』（2008年、NHK大河ドラマ、演：豊嶋稔）